# 23680 Kerryking
23680 Kerryking è un asteroide della fascia principale. Scoperto nel 1997, presenta un'orbita caratterizzata da un semiasse maggiore pari a 2,4114991 UA e da un'eccentricità di 0,1231183, inclinata di 2,95691° rispetto all'eclittica.